# Robert de Saint-Loup
Pour les articles homonymes, voir Saint-Loup.
Robert, marquis de Saint-Loup-en-Bray, dit Robert de Saint-Loup, est un personnage de l’œuvre de Marcel Proust À la recherche du temps perdu.

## Généalogie

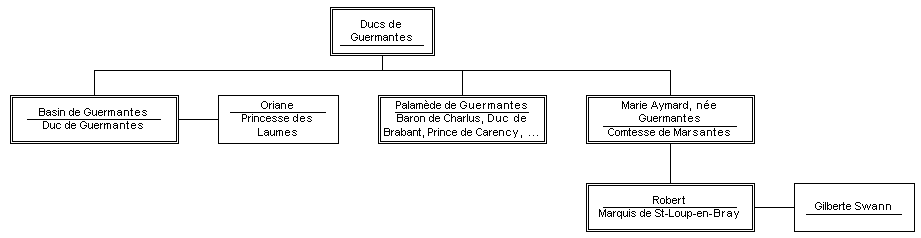
Généalogie des Ducs de Guermantes

Robert de Saint-Loup est le fils du comte et de la comtesse Marie-Aymard de Marsantes. Il est le neveu par sa mère du baron de Charlus et du duc et de la duchesse de Guermantes.

## Apparitions dans laRecherche
Ami du narrateur, celui-ci fait sa connaissance à Balbec lors de son premier séjour (ii-2, 29). Il prépare à cette époque l’École de cavalerie de Saumur et est un grand lecteur de Nietzsche et de Proudhon. La grand-mère du narrateur lui donne des lettres manuscrites de ce dernier lors de son départ, ce qui le remplit de joie (ii-2, 151). Il se montre toujours très attentif à la santé du narrateur qu’il considère comme un intellectuel. Sous l’influence de Rachel, qui est alors sa maîtresse, il est dreyfusard (iii, 97). Le narrateur lui rend visite à Doncières, la ville où est cantonné son régiment : Robert y révèle sa passion pour la stratégie militaire lorsqu’elle est élevée au rang d’esthétique (iii, 98-105). Une fois qu’il a rompu avec Rachel, il abandonne le parti dreyfusard.
Dans Albertine disparue, il part pour la Touraine tenter de faire rentrer Albertine à Paris mais échoue (vii-1, 59) car Albertine le rencontre. Marié à Gilberte Swann, il la trompe et lui ment constamment (viii-1, 10) quoiqu’il l’aime. « Inverti », il a une liaison avec Morel qu’il entretient.
Le narrateur le croise dans le Temps Retrouvé (viii-1, 79) : il expose des théories en matière de stratégie dont la validité sera vérifiée lors des combats. Au front, il écrit de longues lettres au narrateur dans lesquelles se révèlent toute sa sensibilité littéraire et son mépris de la germanophobie provoquée par le conflit. Il meurt héroïquement au combat (viii-1, 208) et sera sincèrement regretté par sa femme et par sa tante, la duchesse de Guermantes.
Robert de Saint-Loup est l’ami du narrateur : persuadé que celui-ci est du parti de sa famille qui s’oppose à sa liaison avec Rachel, il lui écrit une lettre où il lui reproche de l’avoir trahi. Il fait partie, comme Charlus, de ces « intellectuels et causeurs impossibles à arrêter » (viii-1, 93). Esprit brillant et cultivé, il n’a aucun préjugé de classe et n’accorde d’importance qu’à la noblesse du cœur et à celle de l’intelligence.

## Extrait
« Une voiture à deux chevaux l’attendait devant la porte ; et tandis que son monocle reprenait ses ébats sur la route ensoleillée, avec l’élégance et la maîtrise qu’un grand pianiste trouve le moyen de montrer dans le trait le plus simple où il ne semblait pas possible qu’il sût se montrer supérieur à un exécutant de deuxième ordre, le neveu de Mme de Villeparisis, prenant les guides que lui passa le cocher, s’assit à côté de lui et tout en décachetant une lettre que le directeur de l’hôtel lui remit, fit partir les bêtes. »

— Noms de pays : le pays (fin de la première scène où apparaît le personnage)

## Modèle du personnage
Le roman de Proust n'est pas un « roman à clef » : ses personnages empruntent toujours leurs traits et caractéristiques à plusieurs personnes (voire, parfois, à des personnages de fiction). On mentionne le plus souvent comme modèles de Saint-Loup deux amis de Proust : le marquis Louis Suchet d'Albufera (amant de Louisa de Mornand, qui dut rompre et se marier dans son milieu sous la pression de sa famille – comme c'est le cas de Saint-Loup et Rachel), le prince Antoine Bibesco et Bertrand de Fénelon (qui s'engagea et mourut dès les premiers mois de la guerre de 1914-1918 tout en continuant d'admirer la culture allemande et Wagner – comme Saint-Loup dans le Temps retrouvé).
Fénelon est particulièrement reconnaissable dans l'évocation d'une belle scène d'élan affectueux : un soir de 1902, au restaurant Larue, Marcel Proust se plaignit des courants d’air froids. Immédiatement, Bertrand de Fénelon exécuta un ballet acrobatique entre les tables des habitués pour apporter au plus vite un manteau à l'écrivain qui frissonnait sur sa banquette.
Scène vécue qui sera plus tard transposée dans Le Côté de Guermantes :

« Dès qu'il entra dans la grande salle, Robert de Saint-Loup monta légèrement sur les banquettes de velours rouge qui en faisaient le tour en longeant le mur et où en dehors de moi n'étaient assis que trois ou quatre jeunes gens du Jockey. Entre les tables, des fils électriques étaient tendus à une certaine hauteur; sans s'y embarrasser Saint-Loup les sauta adroitement comme un cheval de course un obstacle; confus qu'elle s'exerçât uniquement pour moi et dans le but de m'éviter un mouvement bien simple, j'étais en même temps émerveillé de cette sûreté avec laquelle mon ami accomplissait cet exercice de voltige; et quand Saint-Loup, ayant à passer derrière ses amis, grimpa sur le rebord du dossier et s'y avança en équilibre, des applaudissements discrets éclatèrent dans le fond de la salle. Enfin arrivé à ma hauteur, il arrêta net son élan avec la précision d'un chef devant la tribune d'un souverain, et s'inclinant, me tendit avec un air de courtoisie et de soumission le manteau de vigogne, qu'aussitôt après, s'étant assis à côté de moi, sans que j'eusse eu un mouvement à faire, il arrangea, en châle léger et chaud, sur mes épaules. »

Toutefois, le vicomte puis comte Clément de Maugny (Saint-Pétersbourg 1873- Draillant 1944) est probablement le premier inspirateur du personnage de Robert de Saint-Loup, et le moins connu. Sa mère, Honorine de Komar était la nièce de la comtesse Potocka, protectrice et amie de Frédéric Chopin, et de la non moins célèbre princesse Charles de Beauvau (1820-1880). Elle était également la cousine germaine de la comtesse de Briey, de la comtesse de Ludres et de la comtesse de Choiseul-Praslin. Proust la rencontra dans l’hôtel familial de la rue Kléber et il est fort possible qu’elle ait servi de modèle à la Madame de Marsantes de la Recherche. Clément était le fils unique de son second mariage, très beau, grand, brun aux yeux verts, à la fois séducteur et attentionné, passionné par la géopolitique. Dans ses lettres, et surtout dans ses dédicaces à Clément de Maugny, Marcel Proust parle à plusieurs reprises de la « tendresse » particulière qu’il a éprouvée sa vie durant pour celui qu’il compta, jusqu’à la fin de sa vie, pour l’un de ses meilleurs amis. Allusif comme à son habitude, il ne peut dissimuler la force des souvenirs – ou du souvenir – qui les rattache l’un à l’autre et qui doit dater de leur rencontre à Paris au début des années 1890 chez son cousin Ferri de Ludres. Le comte Charles-Albert de Maugny, père du jeune vicomte, était alors, sous le nom de plume de Zed, un mondain en vue dans les cercles fermés du faubourg Saint-Germain, dans les milieux diplomatiques et dans le monde de l’édition et de la presse. C’est à ce dernier que Marcel Proust fera appel pour tenter de placer un de ses premiers articles au Gaulois. De très nombreux éléments biographiques, des petits et des grands événements, des lieux bien précis, des relations intimes comme la duchesse de Vendôme, Léon Delafosse, Jeanne Bartholoni, le comte de Chevilly, concernant très directement Clément de Maugny, trouvent un écho dans Jean Santeuil et dans la Recherche.
Bien entendu, on ne peut pas ne pas penser à Robert Proust, le propre frère de l'écrivain. Plus troublant, le nom Robert de Saint-Loup est presque une anagramme d'Albertine+Proust, mélange homme-femme, confusion de la réalité et de la fiction et synthèse du principal couple du livre.
Henri de Réveillon, personnage de Jean Santeuil, apparaît comme étant le prototype du personnage de Robert de Saint-Loup en Braye.
Proust remplace Maugny par Bertrand de Fénelon au cours de l'été 1902. Il s'inspire de sa mort au champ de bataille pour celle de Saint-Loup.
D'autres traits sont inspirés par le jeune prince Léon Radziwill, par Gaston Arman de Caillavet et surtout par Armand de Gramont, duc de Guiche, grand ami de Proust depuis 1902 et gendre de la comtesse Greffulhe, modèle d'Oriane, duchesse de Guermantes et de sa cousine la princesse de Guermantes. « Tout cela peut très bien s’appliquer à G. que j’ai pris, depuis le commencement, pour le modèle de Saint-Loup, et qui me va très bien », écrivait à l'auteur Robert de Montesquiou en 1921.

## Interprètes
- Dominic Jephcott (en) dans le documentaire britannique The Modern World: Ten Great Writers, épisode Marcel Proust's 'A la recherche du temps perdu' de Nigel Wattis (1988)
- Pascal Greggory dans Le Temps retrouvé de Raoul Ruiz (1999)
- Andy Gillet dans À la recherche du temps perdu de Nina Companeez (2011)
- Sébastien Pouderoux dans Le Côté de Guermantes, adaptation théâtrale écrite et mise en scène par Christophe Honoré à la Comédie-Française (2020)